# Kac Wawa

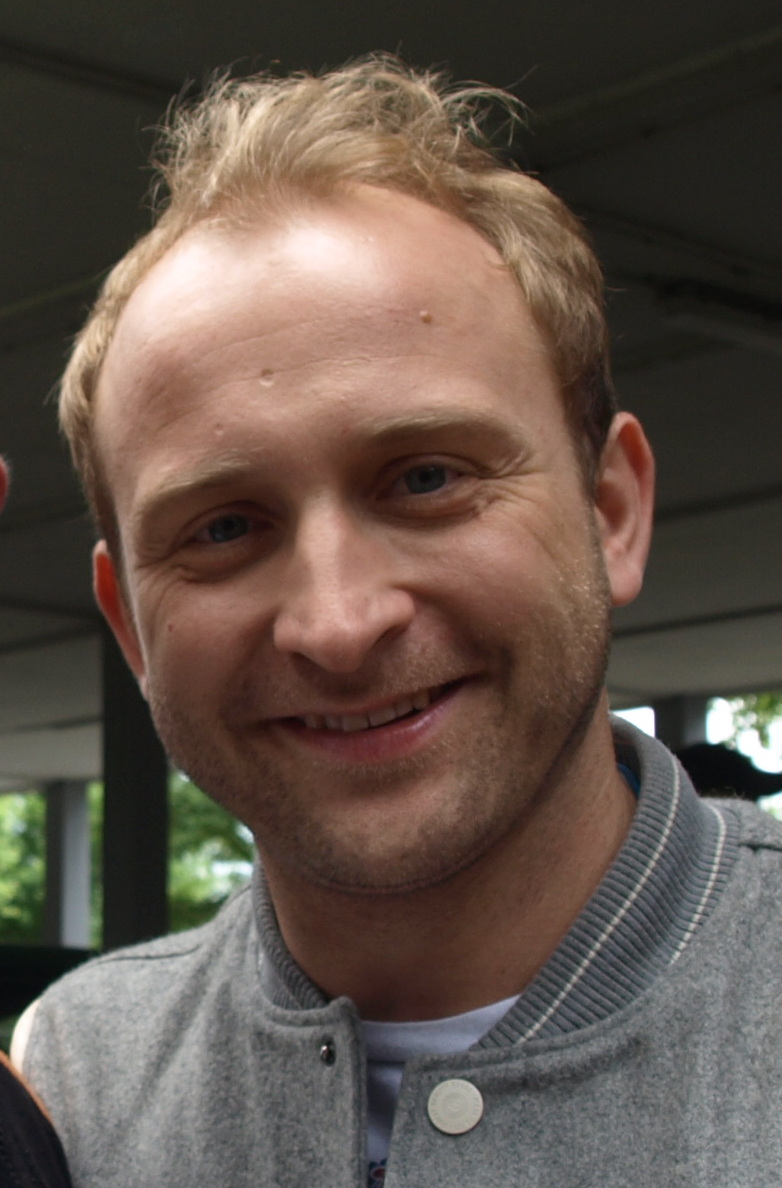
Borys Szyc

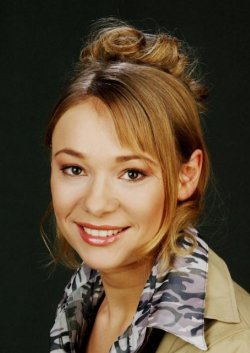
Sonia Bohosiewicz

Kac Wawa – polska komedia z 2011 roku w reżyserii Łukasza Karwowskiego zrealizowana w technologii 3D. Film jest promowany piosenką „Kac Wawa”, wykonywaną przez Dorotę Rabczewską. W 2013 film otrzymał 16 nominacji do filmowych antynagród – Węży (polski odpowiednik Złotych Malin).

## Fabuła
Przyjaciele (Andrzej, Karol, Jarek, Tomek i Jerzy) spotykają się z zamiarem gry w brydża na wieczorze kawalerskim Andrzeja. Przyszła panna młoda ma w tym czasie wieczór panieński, jednak koledzy Andrzeja nie chcą grać w brydża, tylko spędzić wieczór po męsku.

## Obsada
- Borys Szyc jako Andrzej
- Michał Żurawski jako Tomek
- Mariusz Pujszo jako Jerzy
- Antoni Pawlicki jako Jarek
- Michał Milowicz jako Karol
- Sonia Bohosiewicz jako Marta
- Aleksandra Nieśpielak jako Gocha
- Tomasz Karolak jako Silvio
- Przemysław Bluszcz jako „Kobyła”
- Mirosław Zbrojewicz jako „Kaban”
- Anna Prus jako Klaudia
- Roma Gąsiorowska jako Sandra
- Andrzej Andrzejewski jako recepcjonista
- Marek Włodarczyk jako policjant
- Henryk Gołębiewski jako policjant

## Prace nad scenariuszem
Jak twierdzi scenarzysta Piotr Czaja w wywiadzie dla „Głosu Wielkopolskiego”, większość akcji filmu Kac Wawa luźno opiera się na kilku zdarzeniach z lat 1997–2006, które zaczął układać w scenariusz (zatytułowany „2 dni rozpusty”) w roku 2006 i zamierzał zrealizować jako amatorski film oraz opublikować go w Internecie. Później poznał Jacka Samojłowicza, który zainteresował tematem swojego znajomego współproducenta i dzięki temu powstał film kinowy. Zdaniem scenarzysty akcja jest tylko tłem dla zadrwienia tak z siermiężnej polskiej prostytucji, jak i wszędobylskiego chamstwa, cwaniactwa oraz zachowań panów, którzy na chwilę wyrwą się z domu. W czasie realizacji filmu bez uzgodnienia z autorem dokonano licznych zmian w scenariuszu, zmieniony został również tytuł filmu

## Krytyka
Film spotkał się z krytycznymi recenzjami. Łukasz Muszyński z portalu Filmweb stwierdził, że w wywiadzie dla radiowej Czwórki Łukasz Karwowski ujawnił, że zrobił „Kac Wawę” po to, by zobaczyć, jak się „cycki trzęsą w trzy de”. Proponowałbym, by następnym razem znalazł bardziej racjonalne powody dla nakręcenia filmu. Widzowie zaoszczędzą przynajmniej kilkadziesiąt złotych na biletach, a reżyser nie naje się wstydu z powodu celuloidowego bełta puszczonego na kinowy ekran.
Tomasz Raczek napisał: Szczerze i nieodwołalnie odradzam pójście na 'Kac Wawę' do kina. Ten film powinien ponieść klęskę frekwencyjną – może to nauczyłoby czegoś producentów i aktorów.
Piotr Mirski z portalu Interia.pl stwierdził, że „Kac Wawa” nadaje się tylko na celuloidowy śmietnik, miejsce, do którego nie zagląda się nawet podczas alkoholowej głupawki, kiedy do ubawu starczą nagrania z YouTube'a z gimnazjalistami pijącymi wódkę okiem.
Także Marcin Zembrzuski z portalu Stopklatka.pl negatywnie ocenił film. W swojej recenzji odnotował, że kolejne epizody „Kac Wawy” są tak luźno ze sobą powiązane, a przewijają się w kolejności sprawiającej przeważnie wrażenie zupełnie przypadkowej, iż częstokroć można odnieść wrażenie, że ogląda się fragmenty różnych filmów, połączonych ze sobą tylko głupotą, wtórnością, szowinizmem.
Jacek Sobczyński na łamach naszemiasto.pl napisał o filmie, że ten przypadkowy zbiór żartów, których jakość obniżyłaby poziom nawet najgorszego przeglądu studenckich kabaretów, mnie jako widza po prostu obraża.
Łukasz Knap z filmtok.pl określił film mianem najbardziej dresiarskiego filmu dekady.
Sylwia Krasnodębska z „Gazety Polskiej Codziennie” wytyka filmowi słaby scenariusz i niedopracowane dialogi oraz mierną puentę. Nazywa tę produkcję upadkiem polskiej komedii.
Portal Stereoscopy News uznał film za najgorszy film wykonany w technologii 3D na świecie. Serwis dodał również, że ten film powinien otrzymać nagrodę za najgorszy plakat filmowy w historii.
W 2013 roku „Kac Wawa” zdobyła 7 Węży – nagród będących odpowiednikiem amerykańskich Złotych Malin. Film triumfował w kategoriach: Wielki Wąż (najgorszy film), Aktor (Borys Szyc), Duet na ekranie (Sonia Bohosiewicz i Borys Szyc), Reżyseria (Łukasz Karwowski), Scenariusz (Piotr Czaja, Jacek Samojłowicz i Krzysztof Węglarz), Komedia, która nie śmieszy i Żenująca scena.